# Monanchora laevissima
Monanchora laevissima är en svampdjursart som först beskrevs av Arthur Dendy 1922.  Monanchora laevissima ingår i släktet Monanchora och familjen Crambeidae. Inga underarter finns listade i Catalogue of Life.